# Czindant 2-j
Czindant 2-j (ros. Чиндант 2-й) – wieś w Rosji, w Kraju Zabajkalskim, w rejonie borzińskim. W 2010 liczyła 604 mieszkańców.